# Xã Dahlgren, Quận Carver, Minnesota
Xã Dahlgren (tiếng Anh: Dahlgren Township) là một xã thuộc quận Carver, tiểu bang Minnesota, Hoa Kỳ. Năm 2010, dân số của xã này là 1.331 người.